# Cromlech del Piccolo San Bernardo
Il Cromlech del Piccolo San Bernardo è un complesso megalitico situato alla frontiera tra l'Italia e la Francia, sul colle del Piccolo San Bernardo, sullo spartiacque dei bacini della Dora Baltea e dell'Isère, a 2 188 m s.l.m.
È uno dei due siti megalitici presenti nell'Italia nord-occidentale, entrambi valdostani: il cromlech del Piccolo San Bernardo si trova parzialmente nel comune di La Thuile, mentre l'area megalitica di Saint-Martin-de-Corléans è nel comune di Aosta.

## Accesso
Dal versante italiano si raggiunge il cromlech da La Thuile, in Valle d'Aosta, seguendo la SS 26; dal versante francese, seguendo la Route nationale 90 (RN90) del Colle del Piccolo San Bernardo da Bourg-Saint-Maurice.

## Descrizione e storia

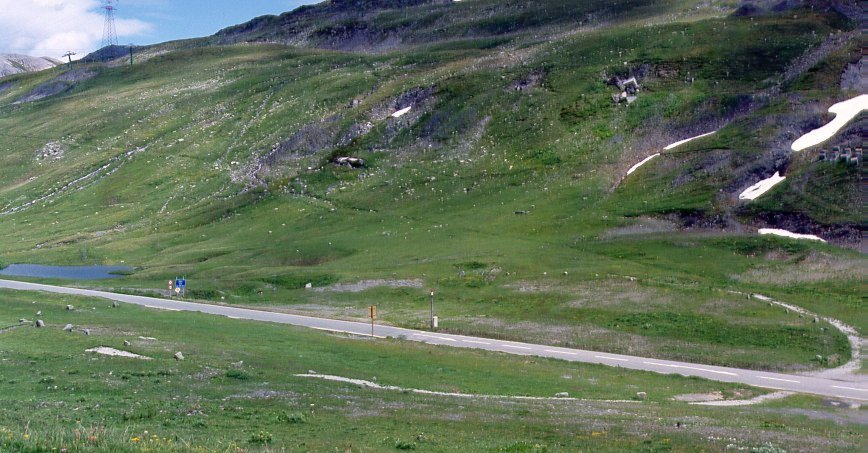
Vista panoramica del cromlech. In questa immagine del 2004 si vede ancora la strada statale che lo attraversa diametralmente, mentre la frontiera lo taglia perpendicolarmente a metà. È possibile distinguere in alto a destra i resti delle fortificazioni della Seconda guerra mondiale.

I cromlech sono dei monumenti megalitici preistorici. Questo cromlech fu costruito nella preistoria dagli antenati dei Valdostani, i Salassi, popolazione di origini, lingua e cultura celtica.
È difficile stabilire con precisione la data di costruzione, poiché molte pietre sono state spostate o tolte del tutto, altre sostituite, nel corso dei secoli. Non è da escludere la presenza di un dolmen al centro.

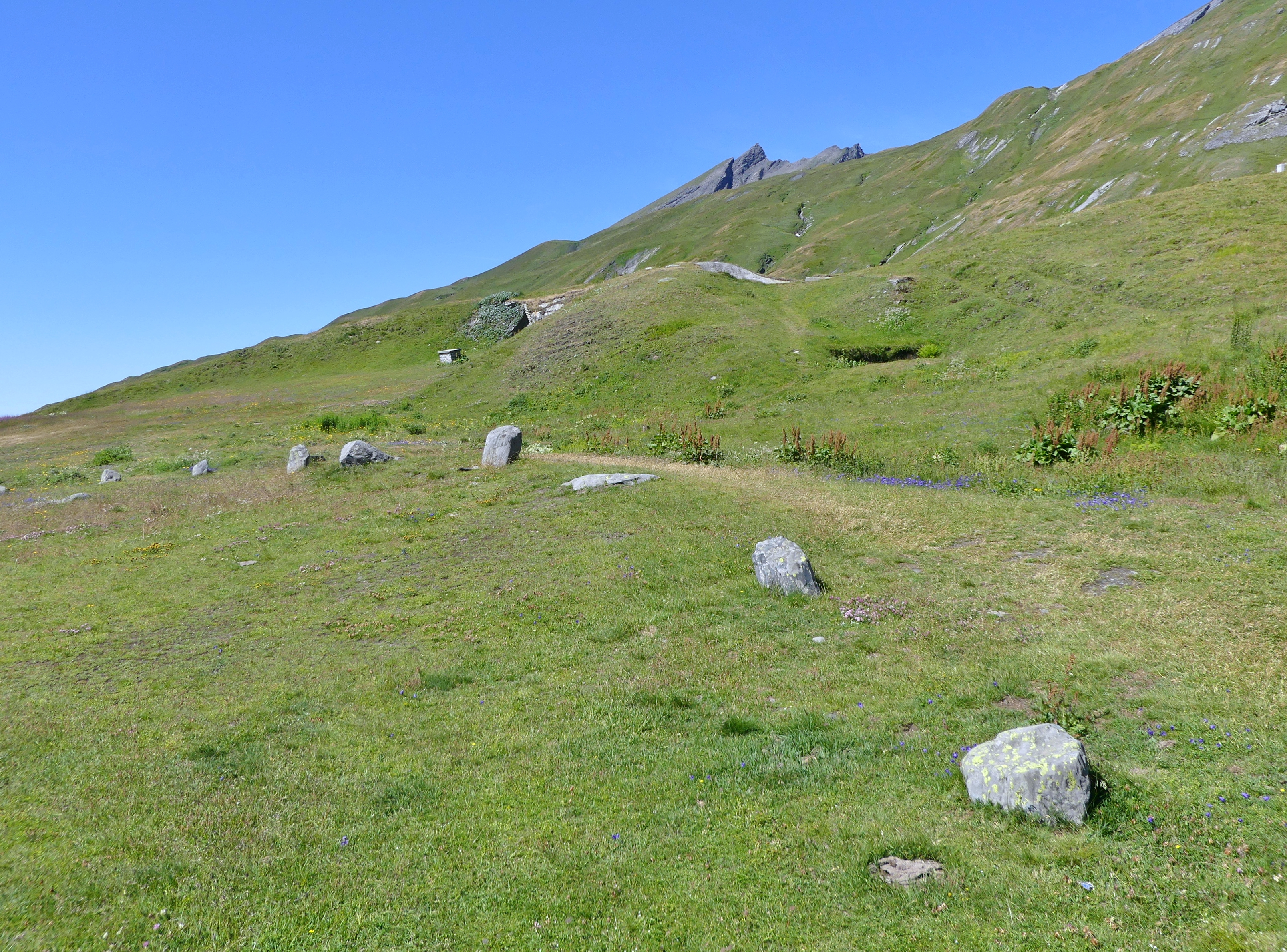
Una parte del cromlech nel 2019

Le pietre pervenuteci sono 43, allungate e appuntite, disposte a una distanza di 2-4 metri una dall'altra in media, a formare una circonferenza di 73 metri di diametro. In origine le pietre erano probabilmente 50.

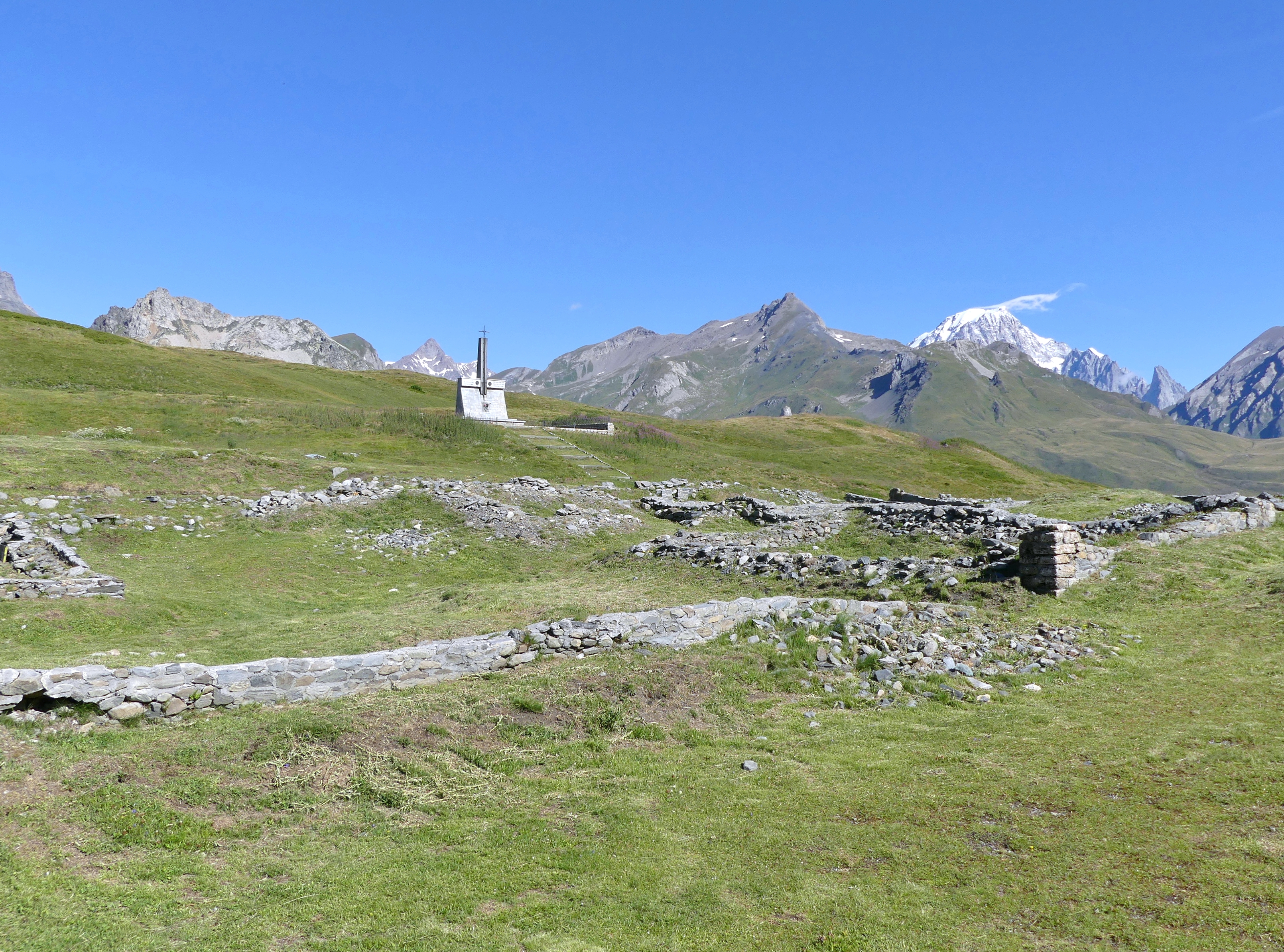
Gli scavi del tempietto gallo-romano nel 2019

I resti di un tempietto gallico, risalente a un'epoca notevolmente posteriore, sono stati rinvenuti nei dintorni. Questo ritrovamento non lascia dubbi sul fatto che questo luogo fu da sempre centro di culto fin dall'antichità. Degli scritti di autori locali parlano della presenza di una colonna di porfido grezzo, detta « Columna Jovis », sormontata da un grande rubino chiamato « occhio di Giove » o « carbonchio », che faceva parte probabilmente del monumento. Ancora oggi, la colonna (chiamata localmente Colonne de Joux, in francese) sostiene la statua di San Bernardo di Mentone.
Mentre l'antica strada romana, la via delle Gallie, venne progettata per passare accanto al cromlech rispettandone il luogo sacro preesistente come era abitudine dell'Antica Roma (culturalmente praticante la Seductio e il sincretismo religioso), nel 1862 vi si fece passare in mezzo la strada internazionale, e agli inizi del XX secolo una ventina di pietre vennero divelte e solo in seguito sostituite.
In particolare, durante l'epoca fascista cinque pietre vennero rimosse per consentire il transito sulla nuova strada che passava all'interno dell'area sacra.
Dopo ottant'anni, come parte del progetto “Patrimoine transfrontalier au Petit Saint Bernard” caldeggiato dalla regione Valle d'Aosta, il cromlech è stato ripristinato come sito archeologico unitario nel 2012, deviando il percorso della strada all'esterno del cerchio.

## Nella cultura

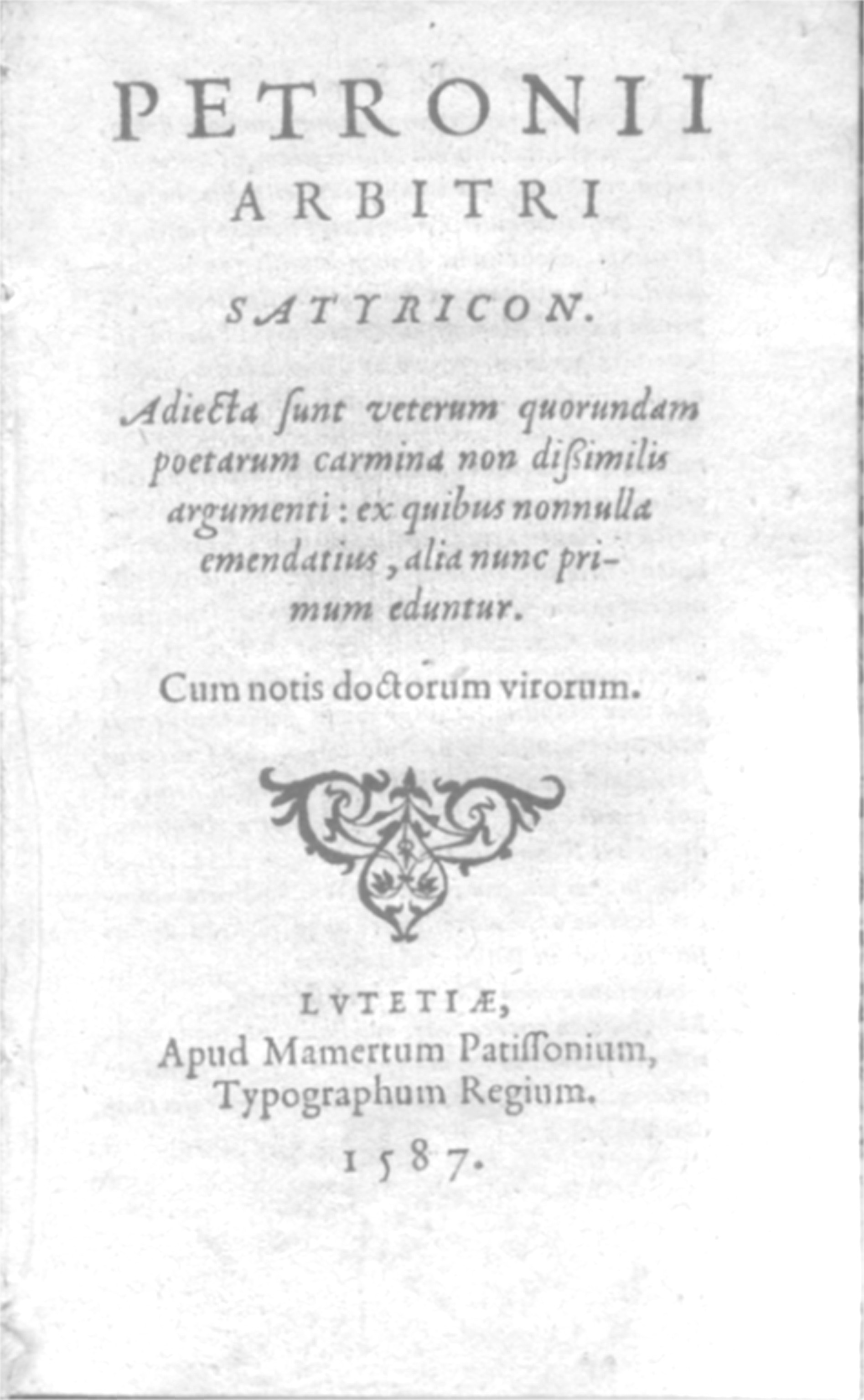
Frontespizio del Satyricon di Petronio in un'edizione del 1587

L'autore latino Petronio descrisse questo luogo come consacrato a Ercole Graio, riferendosi al mito del passaggio dell'eroe attraverso il passo, chiamato dai Romani Alpis Graia (da cui il toponimo Alpi Graie): 
(Petronio, Satyricon, 122)

## L'archeoastronomia
Dal 1997 il sito è indagato dagli archeoastronomi dell'ARSAV, l'Associazione valdostana di archeoastronomia che si occupa di analizzare le conoscenze astronomiche dei popoli antichi, sulla base dei ritrovamenti megalitici e del loro orientamento. È stato possibile recuperare le conoscenze degli uomini preistorici e capire in quale misura esse influenzavano le attività quotidiane e l'organizzazione sociale.
Questo complesso megalitico si trova in una posizione molto interessante anche dal punto di vista astronomico. Ogni anno, il 21 giugno (giorno del solstizio d'estate) alle ore 19:30, il sole tramonta dietro al monte Lancebranlette, a nord-ovest del colle, proiettando due zone d'ombra che circondano progressivamente la circonferenza di pietre fino a lasciare solo un cerchio illuminato. Dei riti risalenti al Neolitico erano legati agli equinozi e ai solstizi, giorni magici e dal grande potere simbolico, celebrati attorno ai monumenti sacri.